# Гянджинский автомобильный завод
Гянджинский автомобильный завод (азерб. Gəncə Avtomobil Zavodu) — азербайджанский производитель автобусов и грузовых автомобилей. 

## История
Строительство завода началось в 1986 году под названием КиАЗ (Кировабадский автомобильный завод). Производственная мощность завода была рассчитана на выпуск 30 000 автомобилей. Завод должен был выпускать малотоннажные автомобили разработанные совместно в НАМИ и УАЗ. 
Строительство завода по проекту должно было закончиться в 1989 году, но из-за экономических проблем конца 1980-х годов и последовавшего распада СССР завершение строительства было отложено на неопределённое время. Дальнейшая реализация проекта производства развозных автомобилей была передана на Брянский автомобильный завод.
В начале 2000-х годов строительство завода возобновилось, и в декабре 2004 года Гянджинский автомобильный завод начал функционировать. Первым собранным автомобилем на заводе был ВАЗ‑11113 «Ока». В мае 2005 года Гянджинский автомобильный завод подписал договор с Ульяновским автомобильным заводом по сборке моделей «УАЗ». За год на заводе собрали 243 автомобилей марки «УАЗ». Контракт продлился до 1 августа 2006 года. 
В 2005 году Гянджинский автомобильный завод подписал контракты с китайскими автомобильными объединениями Changan и Lifan. 8 октября на заводе был выпущен первый китайский автомобиль.
В 2008 году завод выпустил около 600 автомобилей и тракторов. 
В 2016 году Гянджинский автомобильный завод и Автомобильный завод «Урал» подписали контракт на сборку и реализацию автомобилей «Урал» в Азербайджане. В 2017 году был подписан меморандум с представителями Чешского автомобильного завода по производстве в Азербайджане грузовиков марки Tatra.

## Продукция
Завод выпускает грузовые автомобили и спецтехнику совместно с белорусским МАЗ под марками «Gəncə» и «Pəhləvan», а также спецтехнику марки «Belarus» и 6 моделей внедорожников УАЗ.
Завод осваивает производство автобусов, в том числе с двигателем на сжатом газе, а также электробусов. При этом, кузовы электробусов собираются в Беларуси.
С 2007 года компания сотрудничает с Минским тракторным заводом по сборке тракторов. В апреле 2018 года на заводе состоялась церемония выпуска десятитысячного трактора «Belarus», которые производились на заводе с 2009 года. В церемонии приняли участие вице-премьер Беларуси Владимир Семашко, посол Беларуси в Азербайджане, гендиректор Минского тракторного завода, глава ПО «Гянджинский автомобильный завод». За период с 2007 по июнь 2022 года на Гянджинском заводе собрано более 12 000 тракторов.
Совместно с ПАО «Камаз» осуществляется сборка грузовых автомобилей «Камаз».

## Галерея
Легковые автомобили
- VAZ-1111 Oka
- UAZ-315195 Hunter

Грузовые автомобили, автобусы
- UAZ-39094
- MAZ 551605
- MAZ 631705
- KamAZ-53501
- KamAZ-6560
- Chana Star
- MAZ-203 and MAZ-206 bus

Тракторы, комбайны
- MTZ-82
- MTZ-1025
- MTZ-1221
- Sampo 2045 Combain